# Adam Anton von Meyern
Adam Anton von Meyern, eigentlich Adam Anton Meyer (* 1700 in Bayreuth; † 1774 in Frankfurt am Main) war ein deutscher Verwaltungsjurist.

## Leben
Adam Anton von Meyern war ein Sohn des kaiserlichen Reichspostmeisters in Bayreuth Johann Anton Meyer. Er besuchte das Gymnasium in Hof und von 1714 bis 1719 das Gymnasium Christian-Ernestinum in Bayreuth. Ab 1719 studierte er Rechtswissenschaften und Philosophie an der Universität Jena. 1722 wurde er mit einer Disputation unter dem Vorsitz von Kaspar Achatius Beck Magister. Zum weiteren Studium ging er nach Wien, wo er sich mit der Verfassung des Reiches so befasste, dass er 1736 nach dem Tode des Gesandten von Ansbach-Bayreuth zum Geheimen Legationsrat ernannt und in den Adelsstand erhoben wurde.
1742 wurde er nach Bayreuth zurückgerufen. Er wurde Geheimer Landschafts- und Vorsitzender Kammer-Rat, 1743 wirklicher Kammer-Direktor und erhielt 1746 Sitz und Stimme als Minister im hohen geheimen Rats-Kollegium.
1746 ließ er sich vom Bayreuther Hofarchitekten Joseph Saint-Pierre ein Palais an der Rennbahn errichten. Daraufhin ernannte ihn Markgraf Friedrich III. 1747 auch noch zum Direktor des Hofbauamtes. Im selben Jahr verkaufte Meyern das Palais an die Hofkammer; es wurde später die Grundlage für den Südflügel des Neuen Schlosses.
1748 kam es zum Zerwürfnis zwischen Meyern und seinem Landesherrn. Meyern wurde als Amtshauptmann nach Erlangen versetzt. Damit war er auch Oberamtmann von Baiersdorf sowie als Nachfolger von Daniel de Superville Curator, Canzler und Director der Universität Erlangen und der beiden Gymnasien in Bayreuth und Erlangen. 
Er entwarf verschiedene Pläne zum Ausbau der Universität, konnte sie jedoch nicht beim Markgrafen durchsetzen. So verließ er 1752 den Staatsdienst und zog sich auf sein Gut Zwingenberg (Bergstraße) zurück. Von hier aus beriet er verschiedene Fürsten. Seine Witwe verkaufte Zwingenberg an Friedrich Karl von Moser.
Sein jüngerer Bruder Johann Gottlob von Meyern wurde erst bayreuthischer Kammerherr, Hof- und Landschaftsrat, dann aber 1763 nach Braunschweig berufen und zum Landdrosten des Weserdistricts in Holzminden bestellt.

## Schriften
- De iure postarum. 1719
- De vera indole feudi et officii nobilis. Jena 1722